# Fredia
Fredia és un gènere monotípic d'arnes de la família Crambidae descrita per Hans Georg Amsel el 1961. Conté només una espècie, Fredia tchahbaharia, que es troba a l'Iran.